# Kersey, Suffolk
Kersey är en by (village) och en civil parish i Babergh, Suffolk i sydöstra England. Orten har 349 invånare (2001). Den har en kyrka. Byn nämndes i Domedagsboken (Domesday Book) år1086, och kallades då Cereseia.